# Nagy-Britannia az 1964. évi nyári olimpiai játékokon
Nagy-Britannia a japán Tokióban megrendezett 1964. évi nyári olimpiai játékok egyik részt vevő nemzete volt. Az országot az olimpián 17 sportágban 204 sportoló képviselte, akik összesen 18 érmet szereztek.

## Érmesek
| Érem  | Versenyző                                                   | Sportág    | Versenyszám                    |
| ----- | ----------------------------------------------------------- | ---------- | ------------------------------ |
| Arany | Ken Matthews                                                | Atlétika   | Férfi 20 km gyaloglás          |
| Arany | Lynn Davies                                                 | Atlétika   | Férfi távolugrás               |
| Arany | Ann Packer                                                  | Atlétika   | Női 800 m                      |
| Arany | Mary Rand                                                   | Atlétika   | Női távolugrás                 |
| Ezüst | John Cooper                                                 | Atlétika   | Férfi 400 m gát                |
| Ezüst | Maurice Herriott                                            | Atlétika   | Férfi 3000 m akadály           |
| Ezüst | Robbie Brightwell John Cooper Tim Graham Adrian Metcalfe    | Atlétika   | Férfi 4 × 400 m váltó          |
| Ezüst | Basil Heatley                                               | Atlétika   | Férfi maraton                  |
| Ezüst | Paul Nihill                                                 | Atlétika   | Férfi 50 km gyaloglás          |
| Ezüst | Ann Packer                                                  | Atlétika   | Női 400 m                      |
| Ezüst | Mary Rand                                                   | Atlétika   | Női ötpróba                    |
| Ezüst | William Barry John James John Russell Hugh Wardell-Yerburgh | Evezés     | Férfi kormányos nélküli négyes |
| Ezüst | Louis Martin                                                | Súlyemelés | 90 kg                          |
| Ezüst | Robert McGregor                                             | Úszás      | Férfi 100 m gyors              |
| Ezüst | Arthur Morgan Keith Musto                                   | Vitorlázás | Repülő hollandi                |
| Ezüst | Bill Hoskyns                                                | Vívás      | Férfi párbajtőr, egyéni        |
| Bronz | Daphne Arden Dorothy Hyman Mary Rand Janet Simpson          | Atlétika   | Női 4 × 100 m váltó            |
| Bronz | Peter Robeson                                               | Lovaglás   | Egyéni díjugratás              |

## Atlétika
Férfi
| Versenyző                                                | Versenyszám     | Előfutam | Előfutam | Előfutam | Negyeddöntő | Negyeddöntő | Negyeddöntő | Elődöntő | Elődöntő | Elődöntő | Döntő   | Döntő    |
| Versenyző                                                | Versenyszám     | Idő      | Hely.    | Össz.    | Idő         | Hely.       | Össz.       | Idő      | Hely.    | Össz.    | Idő     | Helyezés |
| -------------------------------------------------------- | --------------- | -------- | -------- | -------- | ----------- | ----------- | ----------- | -------- | -------- | -------- | ------- | -------- |
| Lynn Davies                                              | 100 m           | 10,78    | 6.       | 38.*     | kiesett     | kiesett     | kiesett     | kiesett  | kiesett  | kiesett  | kiesett | kiesett  |
| Alf Meakin                                               | 100 m           | 10,91    | 6.       | 51.*     | kiesett     | kiesett     | kiesett     | kiesett  | kiesett  | kiesett  | kiesett | kiesett  |
| Peter Radford                                            | 100 m           | 10,69    | 2.       | 28.***   | 10,59       | 5.          | 21.*        | kiesett  | kiesett  | kiesett  | kiesett | kiesett  |
| Peter Radford                                            | 200 m           | 21,52    | 4.       | 26.**    | 21,53       | 6.          | 18.         | kiesett  | kiesett  | kiesett  | kiesett | kiesett  |
| Menzies Campbell                                         | 200 m           | 21,33    | 1.       | 16.      | 21,74       | 6.          | 23.*        | kiesett  | kiesett  | kiesett  | kiesett | kiesett  |
| Robbie Brightwell                                        | 400 m           | 46,13    | 2.       | 2.       | 47,15       | 3.          | 16.         | 45,79    | 1.       | 1.       | 45,75   | 4.       |
| Tim Graham                                               | 400 m           | 48,4     | 4.       | 42.      | 46,83       | 3.          | 10.         | 46,53    | 4.       | 8.       | 46,08   | 6.       |
| Adrian Metcalfe                                          | 400 m           | 46,79    | 2.       | 9.       | 47,81       | 5.          | 25.         | kiesett  | kiesett  | kiesett  | kiesett | kiesett  |
| John Boulter                                             | 800 m           | 1:48,9   | 1.       | 4.***    |             |             |             | 1:47,1   | 4.       | 7.       | kiesett | kiesett  |
| Christopher Carter                                       | 800 m           | 1:51,0   | 3.       | 28.      |             |             |             | 1:49,1   | 4.       | 17.      | kiesett | kiesett  |
| Alan Dean                                                | 800 m           | 1:49,6   | 5.       | 14.      |             |             |             | kiesett  | kiesett  | kiesett  | kiesett | kiesett  |
| William McKim                                            | 1500 m          | 3:46,8   | 5.       | 21.**    |             |             |             | kiesett  | kiesett  | kiesett  | kiesett | kiesett  |
| Alan Simpson                                             | 1500 m          | 3:42,8   | 1.       | 1.       |             |             |             | 3:41,5   | 2.       | 7.       | 3:39,7  | 4.       |
| John Whetton                                             | 1500 m          | 3:44,2   | 3.       | 8.       |             |             |             | 3:39,9   | 5.       | 5.       | 3:42,4  | 8.       |
| Derek Graham                                             | 5000 m          | 14:21,6  | 7.       | 32.      |             |             |             |          |          |          | kiesett | kiesett  |
| John Herring                                             | 5000 m          | 14:07,2  | 6.       | 18.      |             |             |             |          |          |          | kiesett | kiesett  |
| Michael Wiggs                                            | 5000 m          | 13:51,0  | 1.       | 4.       |             |             |             |          |          |          | 14:20,8 | 11.      |
| Michael Bullivant                                        | 10 000 m        |          |          |          |             |             |             |          |          |          | 30:12,0 | 21.      |
| Fergus Murray                                            | 10 000 m        |          |          |          |             |             |             |          |          |          | 30:22,4 | 22.      |
| Ron Hill                                                 | 10 000 m        |          |          |          |             |             |             |          |          |          | 29:53,0 | 18.      |
| Ron Hill                                                 | Maraton         |          |          |          |             |             |             |          |          |          | 2:25:34 | 19.      |
| Basil Heatley                                            | Maraton         |          |          |          |             |             |             |          |          |          | 2:16:19 |          |
| Brian Kilby                                              | Maraton         |          |          |          |             |             |             |          |          |          | 2:17:02 | 4.       |
| Mike Parker                                              | 110 m gát       | 14,26    | 3.       | 6.**     |             |             |             | 14,65    | 8.       | 15.      | kiesett | kiesett  |
| Laurie Taitt                                             | 14,52           | 4.       | 14.      |          |             |             | kiesett     | kiesett  | kiesett  | kiesett  | kiesett |          |
| John Cooper                                              | 400 m gát       | 50,58    | 1.       | 1.       |             |             |             | 50,40    | 1.       | 3.       | 50,1    |          |
| Mike Hogan                                               | 400 m gát       | 52,5     | 4.       | 20.      |             |             |             | kiesett  | kiesett  | kiesett  | kiesett | kiesett  |
| Peter Warden                                             | 400 m gát       | 51,61    | 3.       | 11.      |             |             |             | 51,2     | 5.       | 12.      | kiesett | kiesett  |
| Maurice Herriott                                         | 3000 m akadály  | 8:33,0   | 1.       | 2.       |             |             |             |          |          |          | 8:32,4  |          |
| Ernest Pomfret                                           | 3000 m akadály  | 8:45,2   | 3.       | 13.      |             |             |             |          |          |          | 8:43,8  | 10.      |
| John Edgington                                           | 20 km gyaloglás |          |          |          |             |             |             |          |          |          | 1:32:46 | 8.       |
| Ken Matthews                                             | 20 km gyaloglás |          |          |          |             |             |             |          |          |          | 1:29:34 |          |
| John Paddick                                             | 20 km gyaloglás |          |          |          |             |             |             |          |          |          | 1:33:28 | 10.      |
| Ray Middleton                                            | 50 km gyaloglás |          |          |          |             |             |             |          |          |          | 4:25:49 | 13.      |
| Paul Nihill                                              | 50 km gyaloglás |          |          |          |             |             |             |          |          |          | 4:11:31 |          |
| Don Thompson                                             | 50 km gyaloglás |          |          |          |             |             |             |          |          |          | 4:22:39 | 10.      |
| Peter Radford Ronald Jones Menzies Campbell Lynn Davies  | 4 × 100 m váltó | 40,13    | 3.       | 7.       |             |             |             | 40,13    | 4.       | 8.       | 39,69   | 8.       |
| Tim Graham Adrian Metcalfe John Cooper Robbie Brightwell | 4 × 400 m váltó | 3:04,7   | 1.       | 1.       |             |             |             |          |          |          | 3:01,6  |          |

| Versenyző         | Versenyszám   | Selejtező | Selejtező | Döntő    | Döntő    |
| Versenyző         | Versenyszám   | Eredmény  | Helyezés  | Eredmény | Helyezés |
| ----------------- | ------------- | --------- | --------- | -------- | -------- |
| Gordon Miller     | Magasugrás    | 206 cm    | 20.       | 203 cm   | 18.      |
| Dave Stevenson    | Rúdugrás      | 450 cm    | 20.       | kiesett  | kiesett  |
| Lynn Davies       | Távolugrás    | 778 cm    | 2.        | 807 cm   |          |
| John Morbey       | Távolugrás    | 756 cm    | 7.        | 709 cm   | 11.      |
| Fred Alsop        | Távolugrás    | 726 cm    | 22.*      | kiesett  | kiesett  |
| Fred Alsop        | Hármasugrás   | 16,41 m   | 1.        | 16,46 m  | 4.       |
| Michael Ralph     | Hármasugrás   | 15,57 m   | 18.       | kiesett  | kiesett  |
| Michael Lindsay   | Súlylökés     | 17,23 m   | 19.       | kiesett  | kiesett  |
| Martyn Lucking    | Súlylökés     | 17,67 m   | 16.       | kiesett  | kiesett  |
| Roy Hollingsworth | Diszkoszvetés | 55,96 m   | 8.        | 53,87 m  | 10.      |
| Howard Payne      | Kalapácsvetés | 61,90 m   | 17.       | kiesett  | kiesett  |

Női
| Madeleine Cobb                                     | 100 m           | 12,01            | 6.               | 25.***           | kiesett | kiesett | kiesett | kiesett | kiesett | kiesett | kiesett | kiesett |         |         |         |
| Daphne Arden                                       | 100 m           | 11,55            | 2.               | 5.               | 11,5    | 2.      | 5.****  | 11,84   | 6.      | 13.     | kiesett | kiesett |         |         |         |
| Daphne Arden                                       | 200 m           | 24,21            | 2.               | 10.              |         |         |         | 24,01   | 4.      | 9.      | 24,01   | 8.      |         |         |         |
| Janet Simpson                                      | 200 m           | 24,06            | 1.               | 7.               |         |         |         | 23,75   | 3.      | 5.      | 23,98   | 7.      |         |         |         |
| Dorothy Hyman                                      | 200 m           | 24,02            | 2.               | 6.               |         |         |         | 23,93   | 5.      | 8.      | kiesett | kiesett | kiesett | kiesett | kiesett |
| Dorothy Hyman                                      | 100 m           | 11,64            | 1.               | 9.               | 11,54   | 2.      | 10.     | 11,66   | 4.      | 6.      | 11,90   | 8.      |         |         |         |
| Joy Grieveson                                      | 400 m           | 56,8             | 4.               | 16.              |         |         |         | 54,8    | 5.      | 11.     | kiesett | kiesett |         |         |         |
| Pat Kippax                                         | 400 m           | 55,57            | 6.               | 12.              |         |         |         | kiesett | kiesett | kiesett | kiesett | kiesett |         |         |         |
| Ann Packer                                         | 400 m           | 53,18            | 1.               | 1.               |         |         |         | 52,77   | 1.      | 1.      | 52,20   |         |         |         |         |
| Ann Packer                                         | 800 m           | 2:12,6           | 5.               | 17.              |         |         |         | 2:06,0  | 3.      | 9.      | 2:01,1  |         |         |         |         |
| Mary Hodson                                        | 800 m           | 2:08,5           | 1.               | 7.               |         |         |         | 2:07,1  | 7.      | 11.*    | kiesett | kiesett |         |         |         |
| Anne Smith                                         | 800 m           | 2:08,0           | 1.               | 4.               |         |         |         | 2:04,8  | 4.      | 5.      | 2:05,8  | 8.      |         |         |         |
| Pat Pryce-Nutting                                  | 80 m gát        | 10,82            | 2.               | 8.               |         |         |         | 10,75   | 5.      | 6.      | kiesett | kiesett |         |         |         |
| Mary Rand                                          | 80 m gát        | nem állt rajthoz | nem állt rajthoz | nem állt rajthoz |         |         |         | kiesett | kiesett | kiesett | kiesett | kiesett |         |         |         |
| Janet Simpson Mary Rand Daphne Arden Dorothy Hyman | 4 × 100 m váltó | 44,96            | 2.               | 3.               |         |         |         |         |         |         | 44,09   |         |         |         |         |

| Versenyző              | Versenyszám   | Selejtező | Selejtező | Döntő    | Döntő    |
| Versenyző              | Versenyszám   | Eredmény  | Helyezés  | Eredmény | Helyezés |
| ---------------------- | ------------- | --------- | --------- | -------- | -------- |
| Linda Knowles          | Magasugrás    | 160 cm    | 22.       | kiesett  | kiesett  |
| Gwenda Matthews        | Magasugrás    | 165 cm    | 16.*      | kiesett  | kiesett  |
| Frances Slaap          | Magasugrás    | 170 cm    | 4.        | 171 cm   | 6.       |
| Alix Jamieson          | Távolugrás    | 600 cm    | 17.       | 565 cm   | 17.      |
| Sheila Parkin-Sherwood | Távolugrás    | 604 cm    | 13.       | 604 cm   | 13.      |
| Mary Rand              | Távolugrás    | 652 cm    | 1.        | 676 cm   |          |
| Mary Peters            | Súlylökés     | 14,46 m   | 14.       | kiesett  | kiesett  |
| Sue Platt              | Gerelyhajítás | 49,88 m   | 10.       | 48,59 m  | 9.       |

| Versenyző   | Versenyszám | 80 m gát | 80 m gát | Súlylökés | Súlylökés | Magasugrás | Magasugrás | Távolugrás | Távolugrás | 200 m | 200 m | Végeredmény | Végeredmény |
| Versenyző   | Versenyszám | Idő      | Pont     | Eredmény  | Pont      | Eredmény   | Pont       | Eredmény   | Pont       | Idő   | Pont  | Pont        | Helyezés    |
| ----------- | ----------- | -------- | -------- | --------- | --------- | ---------- | ---------- | ---------- | ---------- | ----- | ----- | ----------- | ----------- |
| Mary Peters | Ötpróba     | 11,0     | 1044     | 14,48 m   | 1015      | 160 cm     | 945        | 560 cm     | 897        | 25,4  | 896   | 4797        | 4.          |
| Mary Rand   | Ötpróba     | 10,9     | 1061     | 11,05 m   | 789       | 172 cm     | 1067       | 655 cm     | 1111       | 24,2  | 1007  | 5035        |             |

* - egy másik versenyzővel azonos időt/eredményt ért el

** - két másik versenyzővel azonos időt ért el

*** - három másik versenyzővel azonos időt ért el

**** - négy másik versenyzővel azonos időt ért el

## Birkózás
Szabadfogású
| Versenyző          | Versenyszám | 1. forduló                        | 2. forduló                          | 3. forduló                         | 4. forduló                       | 5. forduló        | Döntő                                                                                           | Helyezés    |
| Versenyző          | Versenyszám | Ellenfél Eredmény                 | Ellenfél Eredmény                   | Ellenfél Eredmény                  | Ellenfél Eredmény                | Ellenfél Eredmény | Ellenfél Eredmény                                                                               | Helyezés    |
| ------------------ | ----------- | --------------------------------- | ----------------------------------- | ---------------------------------- | -------------------------------- | ----------------- | ----------------------------------------------------------------------------------------------- | ----------- |
| Walter Pilling     | 57 kg       | Muhammad Siraj-Din (PAK) · 3-1    | Uetake Jódzsiró (JPN) · kétvállas   | kiesett                            | kiesett                          | kiesett           | kiesett                                                                                         | helyezetlen |
| Albert Aspen       | 63 kg       | Sztancso Ivanov (BUL) · kétvállas | erőnyerő                            | Mohammad Ebrahimi (AFG) · 3-1      | kiesett                          | kiesett           | kiesett                                                                                         | helyezetlen |
| Kenneth Stephenson | 70 kg       | Abdollah Movahed (IRI) · 3-1      | Alejandro Echaniz (MEX) · 1-3       | Sidney Marsh (AUS) · 3-1           | kiesett                          | kiesett           | kiesett                                                                                         | helyezetlen |
| Leonard Allen      | 78 kg       | Shakar Khan Shakar (AFG) · 2-2    | Julio Graffigna (ARG) · 3-1         | Madho Singh (IND) · 3-1            | kiesett                          | kiesett           | kiesett                                                                                         | helyezetlen |
| Anthony Buck       | 97 kg       | Kavano Sunicsi (JPN) · 3-1        | Gholamreza Takhti (IRI) · kétvállas | kiesett                            | kiesett                          | kiesett           | kiesett                                                                                         | helyezetlen |
| Denis McNamara     | +97 kg      | Ganpat Andhalkar (IND) · 3-1      | erőnyerő                            | Szaitó Maszanori (JPN) · kétvállas | Ljutvi Ahmedov (BUL) · kétvállas |                   | 1. mérkőzés · Bohumil Kubát (TCH) · visszalépett · 2. mérkőzés · Hamit Kaplan (TUR) · kétvállas | 5.          |

## Cselgáncs
| Versenyző         | Versenyszám | Csoportkör                                                                 | Csoportkör | Negyeddöntő       | Elődöntő          | Döntő             | Helyezés |
| Versenyző         | Versenyszám | Ellenfél Eredmény                                                          | Hely.      | Ellenfél Eredmény | Ellenfél Eredmény | Ellenfél Eredmény | Helyezés |
| ----------------- | ----------- | -------------------------------------------------------------------------- | ---------- | ----------------- | ----------------- | ----------------- | -------- |
| Brian Jacks       | Könnyűsúly  | 2. csoport · Nakatani Takehide (JPN) · V · Udom Ratsamelongkorn (THA) · GY | 2.         | kiesett           | kiesett           | kiesett           | 9.       |
| Sydney Hoare      | Középsúly   | 7. csoport · Lionel Grossain (FRA) · V · Jan Snijders (NED) · V            | 3.         | kiesett           | kiesett           | kiesett           | 17.      |
| Anthony Sweeney   | Nehézsúly   | 2. csoport · George Harris (USA) · V · Parnaoz Csikviladze (URS) · V       | 3.         | kiesett           | kiesett           | kiesett           | 11.      |
| Alan Petherbridge | Nyílt       | 1. csoport · Anton Geesink (NED) · V · Kaminaga Akio (JPN) · V             | 3.         | kiesett           | kiesett           | kiesett           | 8.       |

## Evezés
| Versenyző                                                   | Versenyszám              | Előfutam | Előfutam | Vigaszág | Vigaszág | Döntő | Döntő   | Döntő | Helyezés |
| Versenyző                                                   | Versenyszám              | Idő      | Hely.    | Idő      | Hely.    | Típus | Idő     | Hely. | Helyezés |
| ----------------------------------------------------------- | ------------------------ | -------- | -------- | -------- | -------- | ----- | ------- | ----- | -------- |
| Arnold Cooke Peter Webb                                     | Kétpárevezős             | 6:49,83  | 4.       | 6:50,48  | 2.       | B     | 6:44,39 | 1.    | 7.       |
| David Lee Nicholson Stewart Farquharson                     | Kormányos nélküli kettes | 7:30,34  | 2.       | 7:28,30  | 1.       | A     | 7:42,00 | 4.    | 4.       |
| John Russell Hugh Wardell-Yerburgh William Barry John James | Kormányos nélküli négyes | 6:47,04  | 1.       | erőnyerő | erőnyerő | A     | 7:00,47 | 2.    |          |

## Gyeplabda
| Brit férfi gyeplabdacsapat-játékoskeret                                                                                                  | Brit férfi gyeplabdacsapat-játékoskeret                                                                                              |
| --- | --- |
| - John Cadman - Harry Cahill - Michael Corby - Geoffrey Cutter - Howard Davis - Jim Deegan - Paul Fishwick - John Hindle - Charles Jones | - David Judge - John Land - Christopher Langhorne - Derek Miller - John Neill - Alan Page - Roger Sutton - David Veit - David Wilman |

### Eredmények
Csoportkör
A csoport
| Csapat               | M | Gy | D | V | G+ | G– | Gk  | P  |
| -------------------- | - | -- | - | - | -- | -- | --- | -- |
| Pakisztán (PAK)      | 6 | 6  | 0 | 0 | 17 | 3  | +14 | 12 |
| Ausztrália (AUS)     | 6 | 4  | 0 | 2 | 16 | 5  | +11 | 8  |
| Kenya (KEN)          | 6 | 3  | 1 | 2 | 7  | 9  | –2  | 7  |
| Japán (JPN)          | 6 | 3  | 0 | 3 | 6  | 6  | 0   | 6  |
| Nagy-Britannia (GBR) | 6 | 2  | 0 | 4 | 5  | 12 | –7  | 4  |
| Rodézia (RHO)        | 6 | 1  | 1 | 4 | 4  | 16 | –12 | 3  |
| Új-Zéland (NZL)      | 6 | 1  | 0 | 5 | 6  | 10 | –4  | 2  |

| 1964. október 11. 14:15 | Nagy-Britannia (GBR) | 0 – 7   | Ausztrália (AUS)                  |  |
| 1964. október 11. 14:15 |                      | (0 – 5) | McWatters 4 Piper Evans E. Pearce |  |

| 1964. október 12. 11:40 | Nagy-Britannia (GBR) | 0 – 2   | Új-Zéland (NZL)  |  |
| 1964. október 12. 11:40 |                      | (0 – 1) | B. Judge Bygrave |  |

| 1964. október 13. 10:00 | Nagy-Britannia (GBR) | 4 – 1   | Rodézia (RHO) |  |
| 1964. október 13. 10:00 | Deegan 2 Cadman 2    | (2 – 0) | Ullyett       |  |

| 1964. október 15. 10:00 | Pakisztán (PAK) | 1 – 0   | Nagy-Britannia (GBR) |  |
| 1964. október 15. 10:00 | Ahmad Dan       | (0 – 0) |                      |  |

| 1964. október 18. 10:00 | Nagy-Britannia (GBR) | 0 – 1   | Kenya (KEN) |  |
| 1964. október 18. 10:00 |                      | (0 – 0) | Sohal       |  |

| 1964. október 19. 11:40 | Nagy-Britannia (GBR) | 1 – 0   | Japán (JPN) |  |
| 1964. október 19. 11:40 | Cutter               | (0 – 0) |             |  |

| Csapat               | Helyezés |
| -------------------- | -------- |
| Nagy-Britannia (GBR) | 11.      |

## Kajak-kenu
Férfi
| Versenyző                                               | Versenyszám         | Előfutam | Előfutam | Vigaszág | Vigaszág | Elődöntő | Elődöntő | Döntő   | Döntő    |
| Versenyző                                               | Versenyszám         | Idő      | Hely.    | Idő      | Hely.    | Idő      | Hely.    | Idő     | Helyezés |
| ------------------------------------------------------- | ------------------- | -------- | -------- | -------- | -------- | -------- | -------- | ------- | -------- |
| Alistair Wilson                                         | Kajak egyes 1000 m  | 4:09,44  | 2.       | erőnyerő | erőnyerő | 4:07,61  | 3.       | 4:05,80 | 8.       |
| Peter Lawler Robert Lowery Glenn Palmer Alistair Wilson | Kajak négyes 1000 m | 3:28,59  | 6.       | 3:30,44  | 3.       | 3:33,00  | 4.       | kiesett | kiesett  |

Női
| Versenyző       | Versenyszám       | Előfutam | Előfutam | Vigaszág | Vigaszág | Döntő   | Döntő    |
| Versenyző       | Versenyszám       | Idő      | Hely.    | Idő      | Hely.    | Idő     | Helyezés |
| --------------- | ----------------- | -------- | -------- | -------- | -------- | ------- | -------- |
| Marianne Tucker | Kajak egyes 500 m | 2:14,37  | 6.       | 2:16,56  | 5.       | kiesett | kiesett  |

## Kerékpározás

### Országúti kerékpározás
| Versenyző                                             | Versenyszám     | Idő                   | Helyezés |
| ----------------------------------------------------- | --------------- | --------------------- | -------- |
| Michael Cowley                                        | Mezőnyverseny   | 4:39:51,79 (+0:00,16) | 51.      |
| Derek Harrison                                        | Mezőnyverseny   | 4:39:51,75 (+0:00,12) | 31.      |
| Colin Lewis                                           | Mezőnyverseny   | 4:39:51,74 (+0:00,11) | 25.      |
| Terence West                                          | Mezőnyverseny   | 4:39:51,74 (+0:00,11) | 26.      |
| Robert Addy Michael Cowley Derek Harrison Colin Lewis | Csapat időfutam | 2:34:31,94 (+8:00,75) | 15.      |

### Pálya-kerékpározás
Sprintverseny
| Versenyző          | Versenyszám  | 1. forduló                                                   | 1. forduló | Vigaszág selejtező                             | Vigaszág selejtező | Vigaszág döntő       | Vigaszág döntő | Nyolcaddöntő                                        | Nyolcaddöntő | Vigaszág selejtező                                | Vigaszág selejtező | Vigaszág döntő       | Vigaszág döntő | Negyeddöntő          | Elődöntő             | Döntő                | Helyezés    |
| Versenyző          | Versenyszám  | Ellenfelek Győztes idő                                       | Hely.      | Ellenfelek Győztes idő                         | Hely.              | Ellenfél Győztes idő | Hely.          | Ellenfelek Győztes idő                              | Hely.        | Ellenfelek Győztes idő                            | Hely.              | Ellenfél Győztes idő | Hely.          | Ellenfél Győztes idő | Ellenfél Győztes idő | Ellenfél Győztes idő | Helyezés    |
| ------------------ | ------------ | ------------------------------------------------------------ | ---------- | ---------------------------------------------- | ------------------ | -------------------- | -------------- | --------------------------------------------------- | ------------ | ------------------------------------------------- | ------------------ | -------------------- | -------------- | -------------------- | -------------------- | -------------------- | ----------- |
| Karl Barton        | Férfi egyéni | Bicskey Richárd (HUN) · Carlos Alberto Vázquez (ARG) · 12,68 | 1.         |                                                |                    |                      |                | Daniel Morelon (FRA) · Niels Fredborg (DEN) · 11,93 | 3.           | Pierre Trentin (FRA) · Roger Gibbon (TRI) · 12,81 | 2.                 | kiesett              | kiesett        | kiesett              | kiesett              | kiesett              | helyezetlen |
| Christopher Church | Férfi egyéni | Valery Khitrov (URS) · Arie de Graaf (NED) · 11,54           | 2.         | Tan Thol (CAM) · Bicskey Richárd (HUN) · 13,00 | 3.                 | kiesett              | kiesett        | kiesett                                             | kiesett      | kiesett                                           | kiesett            | kiesett              | kiesett        | kiesett              | kiesett              | kiesett              | helyezetlen |

Időfutam
| Versenyző       | Versenyszám  | Idő     | Helyezés |
| --------------- | ------------ | ------- | -------- |
| Roger Whitfield | Férfi egyéni | 1:13,29 | 17.      |

Tandem
| Versenyző                      | Versenyszám     | 1. forduló | Vigaszág selejtező                                         | Vigaszág selejtező | Vigaszág döntő       | Vigaszág döntő | Negyeddöntő          | Elődöntő             | Döntő                | Helyezés    |
| Versenyző                      | Versenyszám     | Ellenfelek Győztes idő                                                                                             | Ellenfél Győztes idő                                       | Hely.              | Ellenfél Győztes idő | Hely.          | Ellenfél Győztes idő | Ellenfél Győztes idő | Ellenfél Győztes idő | Helyezés    |
| ------------------------------ | --------------- | --- | ---------------------------------------------------------- | ------------------ | -------------------- | -------------- | -------------------- | -------------------- | -------------------- | ----------- |
| Karl Barton Christopher Church | Férfi kétüléses | Hollandia (NED) · Arie de Graaf · Piet van der Touw · Egyesült Államok (USA) · Jack Disney · Tim Mountford · 11,29 | Dánia (DEN) · Niels Fredborg · Per Sarto Jørgensen · 11,03 | 2.                 | kiesett              | kiesett        | kiesett              | kiesett              | kiesett              | helyezetlen |

Üldözőversenyek
| Versenyző                                         | Versenyszám  | Selejtező                                                                                                | Selejtező     | Selejtező     | Negyeddöntő                     | Negyeddöntő | Negyeddöntő | Elődöntő     | Elődöntő  | Elődöntő | Döntő        | Döntő     | Helyezés    |
| Versenyző                                         | Versenyszám  | Ellenfél Idő                                                                                             | Saját idő     | Hely.         | Ellenfél Idő                    | Saját idő   | Hely.       | Ellenfél Idő | Saját idő | Hely.    | Ellenfél Idő | Saját idő | Helyezés    |
| ------------------------------------------------- | ------------ | --- | ------------- | ------------- | ------------------------------- | ----------- | ----------- | ------------ | --------- | -------- | ------------ | --------- | ----------- |
| Hugh Porter                                       | Férfi egyéni | Tiemen Groen (NED) · 4:57,48                                                                             | 5:03,16       | 2.            | Preben Isaksson (DEN) · 5:01,13 | 5:04,66     | 2.          | kiesett      | kiesett   | kiesett  | kiesett      | kiesett   | 5.          |
| Trevor Bull Harry Jackson Hugh Porter Brian Sandy | Férfi csapat | Egyesült Német Csapat (EUA) · Lothar Claesges · Karl Heinz Henrichs · Karl Link · Ernst Streng · 4:42,28 | nem ért célba | nem ért célba | kiesett                         | kiesett     | kiesett     | kiesett      | kiesett   | kiesett  | kiesett      | kiesett   | helyezetlen |

## Lovaglás
Díjlovaglás
| Versenyző    | Ló                 | Versenyszám | Selejtező | Selejtező | Döntő   | Döntő   | Végeredmény | Végeredmény |
| Versenyző    | Ló                 | Versenyszám | Pont      | Hely.     | Pont    | Hely.   | Pont        | Helyezés    |
| ------------ | ------------------ | ----------- | --------- | --------- | ------- | ------- | ----------- | ----------- |
| Johanna Hall | Conversano Caprice | Egyéni      | 743,0     | 12.       | kiesett | kiesett | 743,0       | 12.         |

Díjugratás
| Versenyző                                  | Ló                            | Versenyszám | 1. forduló | 1. forduló | 2. forduló | 2. forduló | Összesen | Összesen |
| Versenyző                                  | Ló                            | Versenyszám | Pont       | Hely.      | Pont       | Hely.      | Pont     | Helyezés |
| ------------------------------------------ | ----------------------------- | ----------- | ---------- | ---------- | ---------- | ---------- | -------- | -------- |
| David B. Barker                            | North Flight                  | Egyéni      | 28,25      | 31.        | 16,00      | 17.        | 44,25    | 27.      |
| David Broome                               | Jacopo                        | Egyéni      | 16,00      | 13.        | 21,00      | 28.        | 37,00    | 21.      |
| Peter Robeson                              | Firecrest                     | Egyéni      | 8,00       | 1.         | 8,00       | 3.         | 16,00    |          |
| David B. Barker David Broome Peter Robeson | North Flight Jacopo Firecrest | Csapat      | 52,25      | 4.         | 45,00      | 5.         | 97,25    | 4.       |

Lovastusa
| Versenyző                                 | Ló                                 | Versenyszám | Díjlovaglás | Díjlovaglás | Tereplovaglás | Tereplovaglás | Díjugratás | Díjugratás | Végeredmény | Végeredmény |
| Versenyző                                 | Ló                                 | Versenyszám | Bünt.       | Hely.       | Bünt.         | Hely.         | Bünt.      | Hely.      | Bünt.       | Helyezés    |
| ----------------------------------------- | ---------------------------------- | ----------- | ----------- | ----------- | ------------- | ------------- | ---------- | ---------- | ----------- | ----------- |
| Michael Bullen                            | Sea Breeze                         | Egyéni      | -54,33      | 15.         | nem ért célba | nem ért célba | kiesett    | kiesett    | kiesett     | kiesett     |
| Reuben Jones                              | Master Bernard                     | Egyéni      | -35,00      | 2.          | 91,20         | 11.           | -30,00     | 26.        | 26,20       | 9.          |
| Richard Meade                             | Barberry                           | Egyéni      | -52,67      | 12.         | 118,40        | 1.            | -36,00     | 31.        | 29,73       | 8.          |
| James Templer                             | M-Lord, Connolly                   | Egyéni      | -42,67      | 4.          | nem ért célba | nem ért célba | kiesett    | kiesett    | kiesett     | kiesett     |
| Michael Bullen Reuben Jones Richard Meade | Sea Breeze Master Bernard Barberry | Csapat      | -130,34     | 1.          | nem ért célba | nem ért célba | kiesett    | kiesett    | kiesett     | kiesett     |

## Műugrás
Férfi
| Versenyző    | Versenyszám        | Selejtező | Selejtező | Döntő   | Döntő    |
| Versenyző    | Versenyszám        | Pont      | Helyezés  | Pont    | Helyezés |
| ------------ | ------------------ | --------- | --------- | ------- | -------- |
| John Candler | Egyéni műugrás     | 90,69     | 9.        | kiesett | kiesett  |
| Tony Kitcher | Egyéni toronyugrás | 89,95     | 16.       | kiesett | kiesett  |
| Brian Phelps | Egyéni toronyugrás | 93,85     | 4.        | 143,18  | 6.       |
| William Wood | Egyéni toronyugrás | 81,82     | 25.       | kiesett | kiesett  |

Női
| Versenyző     | Versenyszám        | Selejtező | Selejtező | Döntő   | Döntő    |
| Versenyző     | Versenyszám        | Pont      | Helyezés  | Pont    | Helyezés |
| ------------- | ------------------ | --------- | --------- | ------- | -------- |
| Frances Cramp | Egyéni toronyugrás | 45,48     | 14.       | kiesett | kiesett  |
| Joy Newman    | Egyéni toronyugrás | 42,72     | 19.       | kiesett | kiesett  |

## Ökölvívás
| Versenyző         | Versenyszám   | Selejtező         | 32-es főtábla                        | Nyolcaddöntő                      | Negyeddöntő                 | Elődöntő          | Döntő             | Helyezés |
| Versenyző         | Versenyszám   | Ellenfél Eredmény | Ellenfél Eredmény                    | Ellenfél Eredmény                 | Ellenfél Eredmény           | Ellenfél Eredmény | Ellenfél Eredmény | Helyezés |
| ----------------- | ------------- | ----------------- | ------------------------------------ | --------------------------------- | --------------------------- | ----------------- | ----------------- | -------- |
| John McCluskey    | Légsúly       |                   | Veerapan Komolsen (THA) · 4-1        | Sztanyiszlav Szorokin (URS) · RSC | kiesett                     | kiesett           | kiesett           | 9.       |
| Brian Packer      | Harmatsúly    |                   | Szakurai Takao (JPN) · 1-4           | kiesett                           | kiesett                     | kiesett           | kiesett           | 17.      |
| Ronald Smith      | Pehelysúly    |                   | Tin Tun (BIR) · RSC                  | kiesett                           | kiesett                     | kiesett           | kiesett           | 17.      |
| James Dunne       | Könnyűsúly    | erőnyerő          | Bienvenido Hita (CUB) · 4-1          | Rodolfo Arpon (PHI) · 1-4         | kiesett                     | kiesett           | kiesett           | 9.       |
| Richard McTaggart | Kisváltósúly  | erőnyerő          | Julian Rossi (AUS) · 5-0             | Jerzy Kulej (POL) · 1-4           | kiesett                     | kiesett           | kiesett           | 9.       |
| Michael Varley    | Váltósúly     |                   | I Hongman (Lee Hong-man) (KOR) · 3-2 | Felipe Pereyra (ARG) · 3-2        | Silvano Bertini (ITA) · RSC | kiesett           | kiesett           | 5.       |
| William Robinson  | Nagyváltósúly |                   | erőnyerő                             | Nojim Maiyegun (NGR) · RSC        | kiesett                     | kiesett           | kiesett           | 9.       |
| William Stack     | Középsúly     |                   | erőnyerő                             | Emil Schulz (EUA) · RSC           | kiesett                     | kiesett           | kiesett           | 9.       |

## Öttusa
| Versenyző                                | Versenyszám | Lovaglás | Lovaglás | Lovaglás | Vívás    | Vívás | Vívás | Lövészet | Lövészet | Lövészet | Úszás  | Úszás | Úszás | Futás   | Futás | Futás | Összesen    | Összesen |
| Versenyző                                | Versenyszám | Idő      | Pont     | Hely.    | Eredmény | Pont  | Hely. | Pontszám | Pont     | Hely.    | Idő    | Pont  | Hely. | Idő     | Pont  | Hely. | Összes pont | Helyezés |
| ---------------------------------------- | ----------- | -------- | -------- | -------- | -------- | ----- | ----- | -------- | -------- | -------- | ------ | ----- | ----- | ------- | ----- | ----- | ----------- | -------- |
| Benjamin Finnis                          | Egyéni      | 2:45,3   | 1070     | 13.      | 16–20    | 604   | 25.   | 194      | 980      | 8.       | 4:06,4 | 970   | 21.   | 15:44,6 | 868   | 25.   | 4492        | 21.      |
| Jeremy Fox                               | Egyéni      | 3:10,0   | 1010     | 32.      | 7–29     | 280   | 36.   | 185      | 800      | 25.      | 3:49,5 | 1055  | 4.    | 14:17,2 | 1129  | 4.    | 4274        | 29.      |
| Robert Phelps                            | Egyéni      | 3:14,7   | 1070     | 17.      | 22–14    | 820   | 8.    | 181      | 720      | 30.      | 3:59,7 | 1005  | 13.   | 16:11,2 | 787   | 32.   | 4402        | 25.      |
| Benjamin Finnis Jeremy Fox Robert Phelps | Csapat      |          | 3150     | 7.       |          | 1688  | 9.    |          | 2500     | 7.       |        | 3030  | 3.    |         | 2784  | 8.    | 13152       | 9.       |

## Sportlövészet
Férfi
| Versenyző        | Versenyszám          | Pont | Helyezés |
| ---------------- | -------------------- | ---- | -------- |
| Alan Bray        | Gyorstüzelő pisztoly | 569  | 38.      |
| Anthony Clark    | Gyorstüzelő pisztoly | 587  | 10.      |
| Anthony Chivers  | Szabadpisztoly       | 552  | 5.       |
| Harold Cullum    | Szabadpisztoly       | 532  | 29.      |
| John Hall        | Sportpuska, fekvő    | 589  | 23.      |
| Peter Morgan     | Sportpuska, fekvő    | 591  | 17.      |
| John Braithwaite | Trap                 | 192  | 7.       |
| Joseph Wheater   | Trap                 | 190  | 11.      |

## Súlyemelés
| Versenyző         | Versenyszám | Nyomás   | Nyomás   | Szakítás | Szakítás | Lökés    | Lökés    | Összesen | Helyezés |
| Versenyző         | Versenyszám | Eredmény | Helyezés | Eredmény | Helyezés | Eredmény | Helyezés | Összesen | Helyezés |
| ----------------- | ----------- | -------- | -------- | -------- | -------- | -------- | -------- | -------- | -------- |
| George Newton     | 60 kg       | 100,0    | 14.      | 102,5    | 9.       | 122,5    | 19.      | 325,0    | 15.      |
| Michael Pearman   | 75 kg       | 120,0    | 14.      | 117,5    | 14.      | 150,0    | 14.      | 387,5    | 14.      |
| Sylvanus Blackman | 82,5 kg     | 130,0    | 13.      | 127,5    | 13.      | 170,0    | 6.       | 427,5    | 10.      |
| George Manners    | 82,5 kg     | 125,0    | 17.      | 122,5    | 15.      | 162,5    | 13.      | 410,0    | 15.      |
| Louis Martin      | 90 kg       | 155,0    | 2.       | 140,0    | 3.       | 180,0    | 2.       | 475,0    |          |

## Torna
Férfi
| Versenyző    | Versenyszám      | Selejtező | Selejtező | Döntő    | Döntő    |
| Versenyző    | Versenyszám      | Pontszám  | Helyezés  | Pontszám | Helyezés |
| ------------ | ---------------- | --------- | --------- | -------- | -------- |
| John Mulhall | Talaj            | 15,45     | 122.      | kiesett  | kiesett  |
| John Mulhall | Ugrás            | 18,85     | 42.       | kiesett  | kiesett  |
| John Mulhall | Korlát           | 17,20     | 111.      | kiesett  | kiesett  |
| John Mulhall | Nyújtó           | 15,20     | 117.      | kiesett  | kiesett  |
| John Mulhall | Gyűrű            | 16,40     | 107.      | kiesett  | kiesett  |
| John Mulhall | Lólengés         | 15,35     | 111.      | kiesett  | kiesett  |
| John Mulhall | Egyéni összetett |           |           | 98,45    | 115.     |
| John Pancott | Talaj            | 17,20     | 105.      | kiesett  | kiesett  |
| John Pancott | Ugrás            | 18,50     | 90.       | kiesett  | kiesett  |
| John Pancott | Korlát           | 17,35     | 110.      | kiesett  | kiesett  |
| John Pancott | Nyújtó           | 17,05     | 105.      | kiesett  | kiesett  |
| John Pancott | Gyűrű            | 17,20     | 91.       | kiesett  | kiesett  |
| John Pancott | Lólengés         | 16,70     | 103.      | kiesett  | kiesett  |
| John Pancott | Egyéni összetett |           |           | 104,00   | 102.     |

Női
| Versenyző         | Versenyszám      | Selejtező | Selejtező | Döntő    | Döntő    |
| Versenyző         | Versenyszám      | Pontszám  | Helyezés  | Pontszám | Helyezés |
| ----------------- | ---------------- | --------- | --------- | -------- | -------- |
| Denise Goddard    | Talaj            | 17,700    | 66.       | kiesett  | kiesett  |
| Denise Goddard    | Ugrás            | 18,200    | 60.       | kiesett  | kiesett  |
| Denise Goddard    | Felemás korlát   | 16,266    | 76.       | kiesett  | kiesett  |
| Denise Goddard    | Gerenda          | 17,199    | 73.       | kiesett  | kiesett  |
| Denise Goddard    | Egyéni összetett |           |           | 69,365   | 71.      |
| Monica Rutherford | Talaj            | 17,900    | 64.       | kiesett  | kiesett  |
| Monica Rutherford | Ugrás            | 18,232    | 59.       | kiesett  | kiesett  |
| Monica Rutherford | Felemás korlát   | 15,400    | 79.       | kiesett  | kiesett  |
| Monica Rutherford | Gerenda          | 16,533    | 78.       | kiesett  | kiesett  |
| Monica Rutherford | Egyéni összetett |           |           | 68,065   | 77.      |

## Úszás
Férfi
| Versenyző                                                      | Versenyszám            | Előfutam | Előfutam | Előfutam | Elődöntő | Elődöntő | Elődöntő | Döntő   | Döntő    |
| Versenyző                                                      | Versenyszám            | Idő      | Hely.    | Össz.    | Idő      | Hely.    | Össz.    | Idő     | Helyezés |
| -------------------------------------------------------------- | ---------------------- | -------- | -------- | -------- | -------- | -------- | -------- | ------- | -------- |
| Dave Haller                                                    | 100 m gyors            | 57,7     | 5.       | 47.*     | kiesett  | kiesett  | kiesett  | kiesett | kiesett  |
| Robert McGregor                                                | 100 m gyors            | 54,7     | 1.       | 3.       | 54,3     | 1.       | 3.**     | 53,5    |          |
| Bob Lord                                                       | 100 m gyors            | 55,7     | 3.       | 17.      | 56,5     | 8.       | 23.*     | kiesett | kiesett  |
| Bob Lord                                                       | 400 m gyors            | 4:33,2   | 5.       | 29.      |          |          |          | kiesett | kiesett  |
| John Martin-Dye                                                | 400 m gyors            | 4:34,3   | 6.       | 32.      |          |          |          | kiesett | kiesett  |
| John Thurley                                                   | 400 m gyors            | 4:31,0   | 4.       | 28.      |          |          |          | kiesett | kiesett  |
| John Thurley                                                   | 1500 m gyors           | 18:12,3  | 3.       | 21.      |          |          |          | kiesett | kiesett  |
| Geoffrey Thwaites                                              | 200 m hát              | 2:22,0   | 6.       | 23.      | kiesett  | kiesett  | kiesett  | kiesett | kiesett  |
| Neil Nicholson                                                 | 200 m mell             | 2:36,6   | 4.       | 12.      | 2:39,9   | 8.       | 16.      | kiesett | kiesett  |
| Brian Jenkins                                                  | 200 m pillangó         | 2:15,5   | 2.       | 12.*     | 2:15,5   | 7.       | 14.      | kiesett | kiesett  |
| Bob Lord John Martin-Dye Peter Kendrew Robert McGregor         | 4 × 100 m gyorsváltó   | 3:42,7   | 5.       | 8.       |          |          |          | 3:42,6  | 7.       |
| John Martin-Dye John Thurley Bob Lord Robert McGregor          | 4 × 200 m gyorsváltó   | 8:30,9   | 7.       | 13.      |          |          |          | kiesett | kiesett  |
| Geoffrey Thwaites Neil Nicholson Brian Jenkins Robert McGregor | 4 × 100 m vegyes váltó | 4:12,3   | 4.       | 8.       |          |          |          | 4:11,4  | 8.       |

Női
| Versenyző                                                                      | Versenyszám            | Előfutam | Előfutam | Előfutam | Elődöntő | Elődöntő | Elődöntő | Döntő   | Döntő    |
| Versenyző                                                                      | Versenyszám            | Idő      | Hely.    | Össz.    | Idő      | Hely.    | Össz.    | Idő     | Helyezés |
| ------------------------------------------------------------------------------ | ---------------------- | -------- | -------- | -------- | -------- | -------- | -------- | ------- | -------- |
| Linda Amos                                                                     | 100 m gyors            | 1:06,1   | 6.       | 35.      | kiesett  | kiesett  | kiesett  | kiesett | kiesett  |
| Sandra Keen                                                                    | 100 m gyors            | 1:04,7   | 5.       | 25.      | kiesett  | kiesett  | kiesett  | kiesett | kiesett  |
| Diana Wilkinson                                                                | 100 m gyors            | 1:05,0   | 5.       | 27.      | kiesett  | kiesett  | kiesett  | kiesett | kiesett  |
| Elizabeth Long                                                                 | 400 m gyors            | 4:54,5   | 1.       | 7.       |          |          |          | 4:52,0  | 6.       |
| Pauline Sillett                                                                | 400 m gyors            | 5:12,2   | 4.       | 27.      |          |          |          | kiesett | kiesett  |
| Sylvia Lewis                                                                   | 100 m hát              | 1:12,2   | 4.       | 19.      |          |          |          | kiesett | kiesett  |
| Linda Ludgrove                                                                 | 100 m hát              | 1:10,3   | 3.       | 7.       |          |          |          | 1:09,5  | 6.       |
| Jill Norfolk                                                                   | 100 m hát              | 1:10,6   | 2.       | 8.       |          |          |          | 1:11,2  | 8.       |
| Jacqueline Enfield                                                             | 200 m mell             | 2:54,9   | 3.       | 13.      |          |          |          | kiesett | kiesett  |
| Stella Mitchell                                                                | 200 m mell             | 2:48,8   | 2.       | 3.       |          |          |          | 2:49,0  | 4.       |
| Gillian Slattery                                                               | 200 m mell             | 2:50,2   | 1.       | 7.       |          |          |          | 2:49,6  | 5.       |
| Mary Anne Cotterill                                                            | 100 m pillangó         | 1:09,4   | 2.       | 8.       | 1:09,4   | 6.       | 11.      | kiesett | kiesett  |
| Judith Gegan                                                                   | 100 m pillangó         | 1:10,8   | 3.       | 16.      | 1:10,5   | 8.       | 13.      | kiesett | kiesett  |
| Glenda Phillips                                                                | 100 m pillangó         | 1:10,3   | 1.       | 11.**    | 1:10,6   | 6.       | 14.      | kiesett | kiesett  |
| Pamela Johnson                                                                 | 400 m vegyes           | 6:11,9   | 6.       | 22.      |          |          |          | kiesett | kiesett  |
| Anita Lonsbrough                                                               | 400 m vegyes           | 5:30,6   | 1.       | 4.       |          |          |          | 5:30,5  | 7.       |
| Sandra Keen Pauline Sillett Elizabeth Long Diana Wilkinson                     | 4 × 100 m gyorsváltó   | 4:15,1   | 5.       | 9.       |          |          |          | kiesett | kiesett  |
| Jill Norfolk Stella Mitchell Mary Anne Cotterill Elizabeth Long Linda Ludgrove | 4 × 100 m vegyes váltó | 4:44,3   | 3.       | 6.       |          |          |          | 4:45,8  | 5.       |

* - egy másik versenyzővel azonos időt ért el

** - két másik versenyzővel azonos időt ért el

## Vitorlázás
Nyílt
| Versenyző                               | Versenyszám     | Futam | Futam | Futam | Futam | Futam | Futam | Futam | Pontszám | Helyezés |
| Versenyző                               | Versenyszám     | 1     | 2     | 3     | 4     | 5     | 6     | 7     | Pontszám | Helyezés |
| --------------------------------------- | --------------- | ----- | ----- | ----- | ----- | ----- | ----- | ----- | -------- | -------- |
| Brian Saffrey-Cooper                    | Finn dingi      | 443   | 364   | 506   | (188) | 341   | 473   | 318   | 2445     | 22.      |
| Arthur Morgan Keith Musto               | Repülő hollandi | 520   | 1423  | 1122  | 724   | 645   | 1122  | (382) | 5556     |          |
| Robin Aisher Eric Denham Adrian Jardine | 5,5 méteres     | 374   | (277) | 374   | 374   | 499   | 499   | 323   | 2443     | 11.      |
| Jeremy Harris Edwin Parry Peter Reade   | Sárkányhajó     | 764   | 1463  | 508   | 1162  | 508   | 685   | (207) | 5090     | 4.       |

## Vívás
Férfi
| Versenyző                                                                    | Versenyszám       | Csoportkör | Csoportkör | Csoportkör | Csoportkör | Elődöntő                    | Elődöntő                        | Elődöntő                  | Döntő | Helyezés    |
| Versenyző                                                                    | Versenyszám       | 1. kör | 1. kör     | 2. kör | 2. kör     | 3. kör                      | 4. kör                          | 5. kör                    | Döntő | Helyezés    |
| Versenyző                                                                    | Versenyszám       | Ellenfél Eredmény | Hely.      | Ellenfél Eredmény | Hely.      | Ellenfél Eredmény           | Ellenfél Eredmény               | Ellenfél Eredmény         | Ellenfél Eredmény | Helyezés    |
| ---------------------------------------------------------------------------- | ----------------- | --- | ---------- | --- | ---------- | --------------------------- | ------------------------------- | ------------------------- | --- | ----------- |
| Bill Hoskyns                                                                 | Tőr, egyéni       | F. csoport · Jacky Courtillat (FRA) · 4-5 · Ion Drîmbă (ROU) · 3-5 · Michael Ryan (IRL) · 5-1 · Orlando Nannini (ARG) · 5-3 · Bizhan Zarnegar (IRI) · 5-2                                                                   | 3.         | B. csoport · Mark Midler (URS) · 3-5 · Tabucsi Kazuhiko (JPN) · 5-4 · Moustafa Soheim (RAU) · 5-0 · Michael Ryan (IRL) · 5-0 · Egon Franke (POL) · 1-5 | 2.         | Mario Curletto (ITA) · 10-6 | German Szvesnyikov (URS) · 10-8 | Egon Franke (POL) · 4-10  | Az 5–6. helyért · Kamuti Jenő (HUN) · 6-10 | 7.          |
| Allan Jay                                                                    | Tőr, egyéni       | C. csoport · Mano Kazuo (JPN) · 4-5 · Egon Franke (POL) · 1-5 · Gyuricza József (HUN) · 2-5 · Sin Duho (Sin Du-ho) (KOR) · 5-1 · Jesús Taboada (ARG) · 5-1                                                                  | 4.         | E. csoport · Albert Axelrod (USA) · 2-5 · Szabó Sándor (HUN) · 5-1 · Jacky Courtillat (FRA) · 5-4 · Nasser Madani (IRI) · 3-5 · Ryszard Parulski (POL) · 4-5 · Rájátszás: · Ryszard Parulski (POL) · 5-2 · Jacky Courtillat (FRA) · 5-4 · Nasser Madani (IRI) · 4-5 | 3.         | Daniel Revenu (FRA) · 2-10  | kiesett                         | kiesett                   | kiesett | 17.         |
| Alexander Leckie                                                             | Tőr, egyéni       | G. csoport · Kamuti Jenő (HUN) · 1-5 · Roland Losert (AUT) · 2-5 · Ignacio Posada (COL) · 5-4 · Edwin Richards (USA) · 5-4 · John Bouchier-Hayes (IRL) · 5-3                                                                | 3.         | A. csoport · German Szvesnyikov (URS) · 2-5 · Ion Drîmbă (ROU) · 1-5 · Witold Woyda (POL) · 2-5 · Mario Curletto (ITA) · 1-5 · Gyuricza József (HUN) · 2-5 | 6.         | kiesett                     | kiesett                         | kiesett                   | kiesett | helyezetlen |
| Bill Hoskyns                                                                 | Párbajtőr, egyéni | H. csoport · Nemere Zoltán (HUN) · 5-3 · Paul Pesthy (USA) · 5-0 · Sin Duho (Sin Du-ho) (KOR) · 5-0 · Wiesław Glos (POL) · 5-2 · Aquiles Gloffka (CHI) · 5-0 · Jesús Taboada (ARG) · 5-0 · Araki Tosiaki (JPN) · 1-5        | 1.         | B. csoport · Hrihorij Krissz (URS) · 2-5 · Alberto Pellegrino (ITA) · 5-2 · Göran Abrahamsson (SWE) · 5-3 · David Micahnik (USA) · 5-3 · Yves Dreyfus (FRA) · 5-5 · Kausz István (HUN) · 3-5                                                                        | 2.         | erőnyerő                    | Nemere Zoltán (HUN) · 10-7      | Franz Rompza (EUA) · 10-5 | Hrihorij Krissz (URS) · 5-5 · Guram Kosztava (URS) · 5-3 · Gianluigi Saccaro (ITA) · 5-4 · Rájátszás: Az aranyéremért · Hrihorij Krissz (URS) · 2-5 |             |
| Peter Jacobs                                                                 | Párbajtőr, egyéni | C. csoport · Henryk Nielaba (POL) · 5-4 · Guram Kosztava (URS) · 5-3 · Orvar Lindwall (SWE) · 5-2 · John Bouchier-Hayes (IRL) · 5-3 · Francisco Serp (ARG) · 5-0 · Bizhan Zarnegar (IRI) · 5-3 · Joseph Gemayel (LIB) · 4-5 | 1.         | C. csoport · Gianluigi Saccaro (ITA) · 2-5 · Jacques Guittet (FRA) · 4-5 · Michel Steininger (SUI) · 2-5 · Paul Gnaier (EUA) · 1-5 · Marcus Leyrer (AUT) · 5-2 · Sin Duho (Sin Du-ho) (KOR) · 3-5                                                                   | 6.         | kiesett                     | kiesett                         | kiesett                   | kiesett | helyezetlen |
| Allan Jay                                                                    | Párbajtőr, egyéni | F. csoport · Kulcsár Győző (HUN) · 2-5 · Giuseppe Delfino (ITA) · 5-5 · Franz Rompza (EUA) · 5-2 · Marcus Leyrer (AUT) · 5-4 · Robert Foxcroft (CAN) · 5-3 · Ernesto Sastre (COL) · 5-2 · Ivan Lund (AUS) · 0-5             | 4.         | F. csoport · Henryk Nielaba (POL) · 1-5 · Franz Rompza (EUA) · 2-5 · John Humphreys (AUS) · 2-5 · Walter Bar (SUI) · 5-4 · Paul Pesthy (USA) · 5-2 · Rájátszás: · Walter Bar (SUI) · 2-5 · John Humphreys (AUS) · 3-5                                               | 5.         | kiesett                     | kiesett                         | kiesett                   | kiesett | helyezetlen |
| Ralph Cooperman                                                              | Kard, egyéni      | G. csoport · Kovács Attila (HUN) · 2-5 · Claude Arabo (FRA) · 2-5 · Enrique Penabella (CUB) · 5-4 · Yves Brasseur (BEL) · 5-3 · Alexander Martonffy (AUS) · 5-1 · Juan Carlos Frecia (ARG) · 3-5                            | 3.         | D. csoport · Emil Ochyra (POL) · 2-5 · Bakonyi Péter (HUN) · 2-5 · Cesare Salvadori (ITA) · 2-5 · Tănase Mureșanu (ROU) · 1-5 · Hámori Jenő (USA) · 4-5 · Ignacio Posada (COL) · 5-1 · Enrique Penabella (CUB) · 5-3                                                | 6.         | kiesett                     | kiesett                         |                           | kiesett | helyezetlen |
| Alexander Leckie                                                             | Kard, egyéni      | F. csoport · Marcel Parent (FRA) · 3-5 · Emil Ochyra (POL) · 3-5 · Walter Köstner (EUA) · 2-5 · Henry Sommerville (AUS) · 5-4 · John Bouchier-Hayes (IRL) · 5-3                                                             | 4.         | B. csoport · Jerzy Pawłowski (POL) · 2-5 · Umjar Mavlihanov (URS) · 0-5 · Kovács Attila (HUN) · 0-5 · Jacques Lefèvre (FRA) · 3-5 · Ion Drîmbă (ROU) · 4-5 · Jürgen Theuerkauff (EUA) · 2-5 · Sibata Szeidzsi (JPN) · 5-4                                           | 8.         | kiesett                     | kiesett                         |                           | kiesett | helyezetlen |
| Richard Oldcorn                                                              | Kard, egyéni      | E. csoport · Mark Rakita (URS) · 3-5 · Jacques Lefèvre (FRA) · 3-5 · Funamizu Micujuki (JPN) · 2-5 · Dieter Wellmann (EUA) · 4-5 · Bizhan Zarnegar (IRI) · 5-1 · Trần Văn Xuan (VIE) · 5-2                                  | 5.         | kiesett | kiesett    | kiesett                     | kiesett                         |                           | kiesett | helyezetlen |
| Derrick Cawthorne Ralph Cooperman Bill Hoskyns Allan Jay Alexander Leckie    | Tőr, csapat       | B. csoport · Lengyelország (POL) · 5-9 · Olaszország (ITA) · 7-9 | 3.         | |            |                             | kiesett                         | kiesett                   | kiesett | helyezetlen |
| Bill Hoskyns Michael Howard Peter Jacobs Allan Jay John Pelling              | Párbajtőr, csapat | D. csoport · Egyesült Német Csapat (EUA) · 8 (66)-8 (62) · Egyesült Államok (USA) · 8 (58)-8 (61) | 2.         | |            | Svájc (SUI) · 4-8           | kiesett                         | kiesett                   | kiesett | 9.          |
| Ralph Cooperman Bill Hoskyns Michael Howard Alexander Leckie Richard Oldcorn | Kard, csapat      | B. csoport · Franciaország (FRA) · 2-9 · Románia (ROU) · 6-10 | 3.         | |            |                             | kiesett                         | kiesett                   | kiesett | helyezetlen |

Női
| Versenyző                                                                 | Versenyszám | Csoportkör | Csoportkör | Csoportkör | Csoportkör | Elődöntő                     | Elődöntő          | Döntő             | Helyezés    |
| Versenyző                                                                 | Versenyszám | 1. kör | 1. kör     | 2. kör | 2. kör     | 3. kör                       | 4. kör            | Döntő             | Helyezés    |
| Versenyző                                                                 | Versenyszám | Ellenfél Eredmény | Hely.      | Ellenfél Eredmény | Hely.      | Ellenfél Eredmény            | Ellenfél Eredmény | Ellenfél Eredmény | Helyezés    |
| ------------------------------------------------------------------------- | ----------- | --- | ---------- | --- | ---------- | ---------------------------- | ----------------- | ----------------- | ----------- |
| Shirley Netherway                                                         | Tőr, egyéni | D. csoport · Galina Gorohova (URS) · 2-4 · Szabó Orbán Olga (ROU) · 1-4 · Rosemarie Scherberger (EUA) · 2-4 · Janice-Lee York-Romary (USA) · 4-3 · Takeucsi Josie (JPN) · 4-0 · Rájátszás: · Janice-Lee York-Romary (USA) · 4-2 | 4.         | B. csoport · Szabó Orbán Olga (ROU) · 1-4 · Valentyina Rasztvorova (URS) · 0-4 · Dömölky Lídia (HUN) · 2-4 · Helga Mees (EUA) · 3-4 · Ginette Rossini (LUX) · 2-4                                      | 6.         | kiesett                      | kiesett           | kiesett           | helyezetlen |
| Janet Wardell-Yerburgh                                                    | Tőr, egyéni | F. csoport · Heidi Schmid (EUA) · 2-4 · Giovanna Masciotta (ITA) · 2-4 · Valentyina Prudszkova (URS) · 0-4 · Annick Level (FRA) · 4-3 · María Romano (ARG) · 3-4                                                                | 6.         | kiesett | kiesett    | kiesett                      | kiesett           | kiesett           | helyezetlen |
| Mary Watts-Tobin                                                          | Tőr, egyéni | E. csoport · Colette Flesch (LUX) · 4-0 · Janet Hopner (AUS) · 4-2 · Antonella Ragno (ITA) · 2-4 · Valentyina Rasztvorova (URS) · 1-4 · Patricia Skinner (NRH) · 4-0 · Mireya Rodríguez (CUB) · 4-0                             | 3.         | C. csoport · Heidi Schmid (EUA) · 3-4 · María Romano (ARG) · 1-4 · Antonella Ragno (ITA) · 4-3 · Brigitte Gapais-Dumont (FRA) · 4-1 · Óvada Tomoko (JPN) · 3-4 · Rájátszás: · Óvada Tomoko (JPN) · 4-2 | 4          | Bruna Colombetti (ITA) · 6-8 | kiesett           | kiesett           | 9.          |
| Shirley Netherway Theresa Offredy Janet Wardell-Yerburgh Mary Watts-Tobin | Tőr, csapat | A. csoport · Franciaország (FRA) · 7-9 · Olaszország (ITA) · 6-9 | 3.         | |            | kiesett                      | kiesett           | kiesett           | 7.          |